# Ottone in villa
 Ottone in villa  (RV 729) ist eine Oper in drei Akten von Antonio Vivaldi (Musik) mit einem Libretto von Domenico Lalli. Ottone in villa ist die erste Oper des Komponisten Vivaldi.

## Handlung
Der römische Kaiser Ottone ist in Cleonilla verliebt. Doch Cleonilla kann nicht widerstehen, mit den beiden vertrauten jungen Männern Ostilio und Caio zu flirten.
Ostilio ist in Wirklichkeit eine Frau namens Tullia. Tullia verschleiert sich, weil sie Caio liebt. Wegen ihrer Eifersucht plant Tullia, Cleonilla zu töten. Doch zuerst versucht sie, Cleonilla von ihrer Beziehung mit Caio abzubringen. Caio sieht dieses Treffen und missinterpretiert es als romantische Begegnung. Er warnt Ottone, der ihm daraufhin befiehlt, Ostilio (i. e. Tullia) zu töten.
Doch bevor er diesen Befehl ausführen kann, gibt sich Ostilio als Tullia zu erkennen. In ihrer wahren Gestalt versichert sie nun Cleonillas Unschuld. Alle sind verblüfft und Ottone findet rasch seine Fassung wieder. Ottone verkündet seinen Wunsch, dass Caio und Tullia heiraten, und bittet Cleonilla um Verzeihung. Die Oper endet in allseitigem Jubel.

## Geschichtliches

### Erstaufführung 1713
Die erste Fassung schrieb Vivaldi für das Theater in Vicenza.
In dieser ersten Fassung gab es nur die folgenden fünf Rollen (samt Besetzung):
- Cleonilla – Maria Giusti
- Ottone – Diana Vico
- Cajo Silio – Bartolomeo Bortoli
- Decio – Gaetano Mozu
- Tullia – Margherita Fazuoli[1]

Die Uraufführung fand im Mai 1713 statt.

### Wiederaufnahme Treviso (Oktober 1729)
Im Oktober 1729 kam es im Teatro Dolfin in Treviso zu einer Wiederaufnahme des Vivaldischen Ottone in villa in folgender Besetzung:
- Cleonilla – Anna Mangani
- Ottone – Domenico Borgi
- Tullia – Maria Camali
- Cajo Silio – Angelo Amorevoli
- Ersina – Maria Monza[2]
- Decio – Cecilia Delfini[3]

In dieser zweiten Fassung hat Vivaldi als zusätzliche Rolle Ersina (Caios Schwester) mit aufgenommen.

## Musiknummern
Die Oper enthält die folgenden Musikstücke:
Sinfonia
- 1. Allegro (C-Dur); für zwei Oboen, Violine solo, Streicher und Basso continuo
- 2. Larghetto (c-Moll); für zwei Oboen, Streicher und Basso continuo
- 3. … (C-Dur); für zwei Oboen (?), Streicher und Basso continuo

Erster Akt
- Szene 1. Rezitativ: „Nacqui à gran sorte, ò Cieli, e nacqui è vero“
  - Arie (Cleonilla): „Quanto m’alletta“ – Allegro (g-Moll); für Streicher und Basso continuo
- Szene 2. Rezitativ: „Caio Cleonilla qui sola?“
  - Arie (Cleonilla): „Sole degl’occhi miei“ – Allegro (c-Moll); für Streicher und Basso continuo; vgl. Giustino RV 717 I:8; Lucio Papirio (Neapel 1717) RV Anh 127a.25 und Lucio Vero (London 1715) Anh 127a.26
  - Rezitativ: „Mà Cesare qui vien con l’arti usate“
- Szene 3. Rezitativ: „Cleonilla à te nè vengo“
  - Arie (Cleonilla): „Caro bene se vuoi togliermi“ – Allegro (A-Dur); für Streicher und Basso continuo
- Szene 4. Rezitativ: „Più fida amante e chi mirò già mai?“
  - Arie (Ottone): „Par tormento ed è piacer“ – Allegro (F-Dur); für Streicher und Basso continuo
- Szene 5. Rezitativ: „Quanto di Donna amante sagace è il cor“
  - Arie (Cajo Silio): „Chi seguir vuol la costanza“ – Allegro (G-Dur); für Violinen I/II und Basso continuo; vgl. Tito Manlio RV 738 III:2
- Szene 6. Rezitativ: „Ah traditor t’intendo siegui pure l’amore“
  - Arie (Tullia): „Con l’amor di donna amante“ – Allegro (A-Dur); für Violinen I/II, Viola und Basso continuo
- Szene 7. Rezitativ: „Quando m’alletti, ò cara, in veder si scomposti“
  - Arie (Ottone): „Frema pur si lagni Roma“ – Allegro (g-Moll); für Streicher und Basso continuo; vgl. Arrenione RV Anh 127a.7 (Prag 1726) und Ernelinda (London 1713) RV Anh 127a.12
- Szene 8. Rezitativ: „Grande hò, Decio, il desio, saper quai cose“
  - Arie (Decio): „Il tuo pensiero è lusinghiero“ – … (F-Dur); für Violinen I/II und Basso continuo
- Szene 9. Rezitativ: „Porgimi il manto ò caro“
  - Rezitativ (Cleonilla); für Streicher und Basso continuo: „Amor con la sua man fedele ei scriva“
  - Arie (Cleonilla): „Che fè che amor che fè per te“ – … (c-Moll); für Violinen I/II und Basso continuo
- Szene 10. Rezitativ: „Ah che mai gli fe’cio?“
  - Arie (Tullia): „Sì deggio partir“ – Allegro (B-Dur); für Streicher und Basso continuo
- Szene 11. Rezitativ: „E Caio abborrirò per fin ch’io vivo? Ostilio mio rivale?“
  - Arie (Cajo Sillo): „Gelosia tu già rendi l’alma mia“ – Presto (F-Dur); für Streicher und Basso continuo; vgl. Orlando finto pazzo RV 727 I:11

Zweiter Akt
- Szene 1. Rezitativ: „Spinto Signor con’io dal zelo del tuo onor“
  - Arie (Ottone): „Come l’onda con voragine“ – Presto (F-Dur); vgl. Orlando furioso RV 728 III:8
- Szene 2. Rezitativ: „A’ Cesare tradito io dir non volli“
  - Arie (Decio): „Che giova il trono al Rè“ – … (C-Dur); für Streicher und Basso continuo
- Szene 3. Rezitativ; für Streicher und Basso continuo: „Parli Decio che vuol ch’a me non cale“
  - Duett (Cajo Silio, Tullia/Eco): „L’ombre l’aure e anco ra il Rio“ – Adagio / Andante / Allegro (g-Moll); für zwei Flöten auf der Bühne, zwei Violinen auf der Bühne, Streicher und Basso continuo
- Szene 4. Rezitativ: „Eco crudel per mio maggior tormento“
  - Arie (Cajo Silio): „Su gl’occhi del tuo ben“ – Allegro (F-Dur); für Streicher und Basso continuo
- Szene 5. Rezitativ: „Disperato è l’infido, e in vano io cerco“
  - Arie (Tullia): „Due tirani hò nel mio core“ – Allegro (C-Dur); für zwei Oboen, Streicher und Basso continuo
- Szene 6. Rezitativ: „Felice è il volto mio, non perche freggia“
  - Arie (Cajo Silio): „Leggi almeno tiranna infedele“ – Largo (B-Dur); für Streicher und Basso continuo
- Szene 7. Rezitativ: „Che mai scrisse qui Caio?“
  - Arie (Cleonilla): „Tu vedrai s’io ti mancai“ – Largo (C-Dur); für Streicher und Basso continuo
- Szene 8. Rezitativ: „Cesare io già prevedo di Roma infida“
  - Arie (Cleonilla): „Povera fedeltà“ – Allegro (A-Dur); für Violinen I/II und Basso continuo; vgl. Giustino RV 717 II:10; Tito Manlio RV 738 II:17; Lucio Vero (London 1715) RV Anh 127a.26
- Szene 9. Rezitativ: „Ah Decio i tuoi ricordi“
  - Arie (Decio): „Ben talor favella il cielo“ – Allegro (C-Dur); für Violinen I/II und Basso continuo
- Szene 10. Rezitativ: „O’ qual error fec’io, la mi abella fedel credere infida“
  - Arie (Ottone): „Comparisco il tuo fiero tormento“ – Largo (D-Dur); für Streicher und Basso continuo
- Szene 11. Rezitativ: „Quanto Cleonilla è scaltra“
  - Arie (Cajo Silio): „Io sembro apunto“ – Allegro (B-Dur); für Violinen I/II und Basso continuo; vgl. Ercole su’l Termodonte RV 710 II:9; Teuzzone RV 736 III:9; Arminio (Heidegger) RV Anh 79; Eumene (Gasparini) RV Anh 81
- Szene 12. Rezitativ: „Ah che non vuol sentirmi il traditore“
  - Arie (Tullia): „Misero spirto mio“ – Largo (D-Dur); für Streicher und Basso continuo

Dritter Akt
- Szene 1. Rezitativ: „Signor… Lasciami in pace“
  - Arie (Ottone): „Tutto sprezzo, e trono e impero“ – Allegro (G-Dur); für Violinen I/II, Viola und Basso continuo
- Szene 2. Rezitativ: „Già di Ottone preveggo: l’imminente caduta“
  - Arie (Decio): „L’eser amante colpa non è“ – Allegro (d-Moll); für Streicher und Basso continuo; vgl. Die getreue Alceste (Schürmann) RV Anh 77; Hochzeit der Statira (Hamburg 1737) RV Anh 127a.21
- Szene 3. Rezitativ: „Cerchi in van ch’io t’ascolti“
  - Arie (Cleonilla): „Nò per te non hò più amor“ – Allegro (G-Dur); für Violinen I/II, Viola und Basso continuo
- Szene 4. Rezitativ: „Cleonilla O’che dolore!“
  - Arie (Cajo Silo): „Guarda in quest’occhi, e senti“ – Allegro (e-Moll); für Violine solo, Violoncello solo, Streicher und Basso continuo; vgl. Teuzzone RV 736 II:15; Farbe macht die Königin (Hamburg 1737) RV Anh 127a.14
  - Ritornello dopo l’aria – … (e-Moll); für Streicher und Basso continuo
- Szene 5. Rezitativ: „Quant’hà di vago amor nel suo gran Regno“
  - Aria breve (Tullia): „Che bel contento io sento“ – Allegro (C-Dur); für Violinen I/II und Basso continuo
- Szene 6. Rezitativ: „Più soffrir non poss’io“
- Szene 7. Rezitativ: „Caio infierito; e che mai tenta, oh Dei?“
  - Chor (Cajo Silio, SAT): „Grande è il contento“ – Allegro (C-Dur); für Violinen I/II, Viola und Basso continuo

## Aufnahmen / Tonträger
- Chandos Records 1998, Collegium Musicum 90, Richard Hickox
- Naïve Records 2010, Il Giardino Armonico, Giovanni Antonini, Veronica Cangemi, Roberta Invernizzi, Julia Lezhneva, Sonia Prina, Topi Lehtipuu